# Тупицын, Михаил Николаевич
Михаи́л Никола́евич Тупи́цын (6 ноября 1906, Суровка, Симбирская губерния — 18 июня 1993, Москва) — советский политик и офицер органов безопасности, первый секретарь Брестского областного комитета КП Беларуси (1940—1946), первый секретарь обкома ВКП(б) в Новгороде Великом (1948—1951).

## Биография
Родился 6 ноября 1906 года в селе Суровка. Учился в школе села Карлинское.
В 1925—1929 годах учился в педагогическом техникуме в Ульяновске.
С сентября 1929 года по октябрь 1930 года служил в Красной Армии, с 1930 — в ВКП(б).
В 1930—1932 годах — учитель и директор техникума в Андижане, в 1932—1933 годах — заместитель директора московского техникума, в 1933—1936 годах — секретарь парткома на фармацевтическо-химическом заводе «8 Марта» и на заводе «Парижская коммуна» в Москве, в 1936—1937 годах — инструктор, заведующий отделом районного комитета ВКП(б) в Москве, с октября 1937 по август 1938 года — заведующий сектором ЦК КП(б)Б, с августа 1938 до марта 1939 года — 1-й секретарь Сталинского районного комитета партии в Минске.
Затем на работе в НКВД, с апреля 1939 по февраль 1940 года — начальник Управления НКВД Полесской области, 7 июня 1939 присвоено звание капитана госбезопасности, с февраля по октябрь 1940 года — 2-й секретарь областного комитета КП(б)Б в Белостоке, с октября 1940 года по октябрь 1946 — 1-й секретарь областного комитета КП(б)Б в Бресте.
С июля по октябрь 1941 года — начальник отдела по работе среди войск, действующих в тылу противника штаба Западного Фронта и Центрального Фронта. С октября 1941 по октябрь 1943 года — 2-й секретарь областного комитета ВКП(б) в Кирове.
В 1946—1948 годах — слушатель Высшей партийной школы при ЦК ВКП(б), с августа до ноября 1948 года — 2-й секретарь, с 24 ноября 1948 года по декабрь 1951 года — 1-й секретарь Новгородского областного комитета ВКП(б). Позже — заместитель начальника сектора отдела партийных, профсоюзных и комсомольских органов ЦК ВКП(б)/КПСС, с февраля 1954 по январь 1963 года — заместитель начальника общего отдела ЦК КПСС, с января 1963 по апрель 1969 года — управляющий делами Совета Министров РСФСР, затем в отставке.
Похоронен на Кунцевском кладбище (уч. 10).

## Награды
Награждён двумя орденами Трудового Красного Знамени, Орденом Отечественной Войны II степени и тремя медалями.